# Кьосе Михал
Кьосе Михал (на турски: Köse Mihal) е византиец, приел исляма. Един от ранните османски военни предводители и основател на династията Михалоглу.
Голобрадият Михал (т.к. правоверните носят бради) е дясна ръка на основателя на Османската империя Осман I и е приеман в историографията за първия значим християнски ренегат, отхвърлил византийската служба и приел нова вяра и господар. 
Известен е още в османската завоевателна традиция и като Гаази Михал и Абдула Михал Гаази. 

## Биография
След като Михаил VIII Палеолог изоставя своите акрити, много местни малоазийски гърци се присъединяват доброволно или принудително към османците. Османският летописец Мехмед Нешри съобщава, че Кьосе Михал първоначално се бие с османците, но е пленен от тях и понеже ги впечатлил с храбростта си, животът му бил пощаден, като приема (пак според Нешри не съвсем доброволно) исляма. От този момент Кьосе Михал започва да действа като съветник и дипломатически агент на Осман I.  Така например според османския хронист Ходжа Садеддин крепостта Бурса се предава без бой именно благодарение на неговата намеса. Иначе легендата романтично описва преобръщането на вярата и службата на Кьосе Михал с един негов сън. Мехмед Нешри предава, че му се присънило видението на една нова империя на мястото на пропадналата вече Византия, която ще властва над света, и това го накарало да стане едноверец, приятел и верен другар с Осман Гази.  Събитието се датира от историците между 1304 и 1313 година и по времето на византийския император Андроник II Палеолог, след военната кампания на каталунската компания. 
Кьосе Михал продължава да играе важна роля като дипломатически съветник и пратеник и при Орхан I, син и наследник на Осман Гази, и в този смисъл е първият важен християнски ренегат в бъдещата Османска империя.  Потомците на Кьосе Михал са известни с фамилията Михалоглу и заемат високи и най-вече важни държавни служби в империята, особено през XV и XVI век и до времето на Сюлейман Великолепни. Те са в основата на редица политически и военни успехи, особено в Румелия, чието бейлербейско средище и седалище е днешната българска столица София. 
След превземането на Бурса, Кьосе Михал вече не се споменава в източниците и се предполага, че е починал около 1340 г.  Според някои историци Кьосе Михал е погребан в тюрбе в Одрин, където е учреден еничарският корпус. 